# Frances Yip
Frances Yip 葉麗儀 (Hongkong, 1947) (jiaxiang: Guangdong, Huizhou, Huiyang) is een Hongkongse Cantopopzangeres van Hakka afkomst. Ze is katholiek en is op de St. Clare's Girls' School in Hongkong afgestudeerd.
In 1969 deed ze mee met de TVB-programma Sing Bo Chi Ye/聲寶之夜. Joseph Koo gaf haar toen volle punten voor haar lied en kon daarmee met de Hongkongse zangclub meedoen. In 1974 tekende ze haar contract bij EMI Group, waar ze Aziatische zangeres werd genoemd. In de jaren tachtig en negentig van de 20e eeuw heeft ze verscheidene liedjes gezongen voor het begin of einde van een TVB-serie. Yip werd zeer bekend toen ze het beginlied van de TVB-serie The Bund had gezongen. Zelfs de Sjanghainezen vonden het lied zeer Shanghais klinken. Daarna maakte ze nog liederen met Sam Hui, Jenny Tseng, Roman Tam, Adam Cheng etc. Ze heeft verder nog liedjes in verschillende talen (Engels, Standaardkantonees en Standaardmandarijn) gezongen voor verkoop in Zuidoost-Azië.
In veertig jaar tijd heeft ze meer dan tachtig muziekalbums uitgebracht in dertig verschillende landen. In 1998 kreeg ze borstkanker en zes jaar later is het niet meer geconstateerd.